# ОШ „Мирослав Мика Антић” Панчево
ОШ „Мирослав Мика Антић” једна је од основних школа у Панчеву. Налази се у улици Душана Петровића Шанета 11 на Стрелишту. Име је добила по Мирославу Антићу, песнику, драмском писцу, сликару и редитељу који је школовање, своје детињство и младост провео у Панчеву.

## Историјат
Почела је са радом као истурено одељење основних школа „Братство јединство” и „Борисав Петров Браца”, са четири оделења 1987. године. Убрзо су се оснивали разреди, запошљавали други учитељи и наставници којима је тадашња локација школе више одговарала. За четири године назив „истурено одељење” постало је неприкладно.
Школа је свечано отворена 1991. године у улици Душана Петровића Шанета 11 на Стрелишту. Названа је по Мирославу Антићу који је преминуо неколико година раније (1986. године), са циљем да му се на овај начин ода почаст кроз коју би наставио да живи. Отварању су присуствовале његова мајка Меланија и сестра Мира Матејић.

## Догађаји
Организују Меморијални турнир „Милорад Зукић”, који је назван у част и сећање на покојног наставника физичког васпитања, који је радио у школи. Он је основао и фудбалски клуб „Мика Антић”, који и даље постоји. Турнир се организује од 2006. године. Састоји се из два дела, из турнира који се одржава за време зимског и пролећног распуста. Учествују сва одељења виших разреда међусобно, а првак седмих и осмих разреда игра за првака школе на терену у дворишту школе у мају.
Догађаји основне школе „Мирослав Мика Антић”:
- Дан безбедног интернета
- Безбедност деце у саобраћају
- Школска слава Свети Сава
- Акција чишћења школског дворишта
- Чеп за хендикеп
- Извиђачки одред „Црне роде”
- Европска ноћ истраживача
- Светски дан хране
- Дан здраве хране
- Дан животиња, изложба кућних љубимаца
- Дан Дунава
- Дан планете Земље
- Пролећни дан
- Микини дани, дан школе
- Антићеви дани
- Европски дан језика
- Дан матерњег језика
- Међународни дан жена
- Међународни дан Црвеног крста
- Међународни дан слепих и слабовидих особа
- Међународни дан особа са инвалидитетом
- Дан демократске културе
- Макси школски караван
- Светски дан енергетске ефикасности
- „Играјмо заједно! Учимо заједно!”
- Светосавски шаховски турнир
- Турнир у мини рукомету
- Спортске игре особа са инвалидитетом
- Мале олимпијске игре
- Сајам спорта
- Подела пакетића
- Хуманитарни новогодишњи и божићни базар
- Посета Дому за слепе

## Галерија
- ОШ „Мирослав Мика Антић”
- Двориште школе
- Кошаркашки терен.
- Фудбалски терен.
- Двориште школе
- Двориште школе
- ОШ „Мирослав Мика Антић”
- ОШ „Мирослав Мика Антић”